# Phil Hickey
Philip James Hickey (San Francisco, 4 agosto 1964) è un ex giocatore di football americano e allenatore di football americano statunitense, che ha allenato sia nei club che in nazionale.

## Palmarès
- 1 NFL-GJC (1999)
- 1 Eurobowl (Hamburg Blue Devils, 1997)
- 1 German Bowl (Munich Cowboys, 1993)
- 1 Tulip Bowl (Amsterdam Crusaders, 1990)